# Tom Lacoux
Tom Lacoux (Bordeaux, 25 gennaio 2002) è un calciatore francese, centrocampista dell'Újpest.

## Carriera
Cresciuto nel settore giovanile del Bordeaux, debutta in prima squadra il 23 dicembre 2020 giocando l'incontro di Ligue 1 perso 3-1 contro lo Stade Reims.

## Statistiche

### Presenze e reti nei club
Statistiche aggiornate al 24 maggio 2025.
| Stagione          | Squadra           | Campionato        | Campionato | Campionato | Coppe nazionali | Coppe nazionali | Coppe nazionali | Coppe continentali | Coppe continentali | Coppe continentali | Altre coppe | Altre coppe | Altre coppe | Totale | Totale | Totale |
| Stagione          | Squadra           | Comp              | Pres       | Reti       | Comp            | Pres            | Reti            | Comp               | Pres               | Reti               | Comp        | Pres        | Reti        | Pres   | Reti   |        |
| ----------------- | ----------------- | ----------------- | ---------- | ---------- | --------------- | --------------- | --------------- | ------------------ | ------------------ | ------------------ | ----------- | ----------- | ----------- | ------ | ------ | ------ |
| 2019-2020         | Bordeaux 2        | N3                | 6          | 0          | -               | -               | -               | -                  | -                  | -                  | -           | -           | -           | 6      | 0      |        |
| 2020-2021         | Bordeaux 2        | N3                | 3          | 0          | -               | -               | -               | -                  | -                  | -                  | -           | -           | -           | 3      | 0      |        |
| 2020-2021         | Bordeaux 2        | N3                | 1          | 0          | -               | -               | -               | -                  | -                  | -                  | -           | -           | -           | 1      | 0      |        |
| 2020-2021         | Bordeaux 2        | N3                | 1          | 0          | -               | -               | -               | -                  | -                  | -                  | -           | -           | -           | 1      | 0      |        |
| Totale Bordeaux 2 | Totale Bordeaux 2 | Totale Bordeaux 2 | 11         | 0          |                 | -               | -               |                    | -                  | -                  |             | -           | -           | 11     | 0      |        |
| 2020-2021         | Bordeaux          | L1                | 13         | 0          | CF              | 1               | 0               | -                  | -                  | -                  | -           | -           | -           | 14     | 0      |        |
| 2021-2022         | Bordeaux          | L1                | 13         | 0          | CF              | 1               | 0               | -                  | -                  | -                  | -           | -           | -           | 14     | 0      |        |
| 2022-2023         | Bordeaux          | L2                | 33         | 0          | CF              | 3               | 0               | -                  | -                  | -                  | -           | -           | -           | 36     | 0      |        |
| Totale Bordeaux   | Totale Bordeaux   | Totale Bordeaux   | 59         | 0          |                 | 5               | 0               |                    | -                  | -                  |             | -           | -           | 64     | 0      |        |
| 2023-2024         | Famalicão         | PL                | 9          | 0          | CP+CdL          | 1+0             | 0               | -                  | -                  | -                  | -           | -           | -           | 10     | 0      |        |
| 2024-2025         | Újpest            | NBI               | 26         | 2          | CU              | 4               | 0               | -                  | -                  | -                  | -           | -           | -           | 30     | 2      |        |
| Totale carriera   | Totale carriera   | Totale carriera   | 105        | 2          |                 | 10              | 0               |                    | -                  | -                  |             | -           | -           | 115    | 2      |        |